# Peter Putz
Peter Putz (* 1954 in Ebensee/Oberösterreich) ist ein österreichischer Künstler, Maler, Filmemacher und Grafiker.

## Werke
Sein Hauptwerk ist „Das Ewige Archiv“, eine fotografische Dokumentation des Alltags unserer Zeit, eine „Enzyklopädie zeitgenössischer Identitäten“ aus ungewöhnlichen Blickwinkeln, das er seit 1980 kontinuierlich aufgebaut hat. Mehrere Publikationen aus dem Ewigen Archiv stellen das zentrale Projekt von Peter Putz manifest dar. Darüber hinaus sind Animationsfilme sowie eigene Bild- und Objektserien von Bedeutung. Peter Putz studierte an der Universität für Angewandte Kunst in Wien (Herbert Tasquil, Oswald Oberhuber), ergänzt durch Studienaufenthalte in Poznań/Polen (1977/78) und Montreal/Kanada sowie Paris/Frankreich.

## Ausstellungen (Auszug)
- 1976: Secession Wien (B), gem. mit Th. Reinhold und R. Wölzl
- 1978: Universitätsgalerie Poznań/Polen
- 1982 Kulturhaus Graz (Serienporträts)
- 1984 Künstlerhaus Klagenfurt (gem. mit B. Plecko-Putz)
- 1985 Neue Galerie Wien
- 1987 Landesgalerie Klagenfurt
- 1988 Museum moderner Kunst, Wien (DAS EWIGE ARCHIV), Katalog
- 1989 Mainfilm St. Laurent, Montréal/Kanada
- 1990 Cité Internationale des Arts, Paris (B)
- 1992 Galerie an der Stadtmauer, Villach (B), Katalog
- 1994 Süße – Dauer – Süd" Künstlerhaus Klagenfurt
- 1995 Präsentation von Virtual Triviality im Kunstraum Wien, Museumsquartier · Messepalast
- 1996 Krieg" Künstlerhaus Klagenfurt
- 2012 Das Ewige Archiv: „Heavy Duty XS“. Präsentation und Ausstellung im Wien-Museum.
- 2014 Das Ewige Archiv: „New Stuff“. Präsentation und Ausstellung in der Kunsthalle Wien/Museumsquartier.

## Filme (Auszug)
- 1978 OBUWIE (Zeichentrick) 16 mm, SW, 2 min., opt. Ton
- 1987 GELATI PER TUTTI (Zeichentrick) 35 mm, Farbe, 5 min.
- 1988/89 MONT REAL (Kombination Real- und Animationsfilm) 16 mm, Farbe, 20 min., opt. Ton
- 1990 PARIS – PANAME, 16 mm Farbe, nachbearbeitet a. Video, 6 min. U-matic HBand; Musik Fred Frith
- 1991 IHRE IDEE FÜR ÖSTERREICH oder IHR GLÜCKSBUCHSTABE VON HEUTE oder IN ÖSTERREICH LIEBE ZU KÄRNTEN IMMER STÄRKER.
- Video, 2 min., Ton Vokalensemble VOX NOVA, Leitung Bruno Strobl
- 1993 L’ÂGE D’OR II. 16 mm, col., 3 min. Animation, Kamera, Schnitt: Peter Putz, Musik: Helmut Stadlmann.
- 1995 Hier ist es schön. Video für Opera buffa (M: Bruno Strobl, Libretto Manfred Moser)
- 3 × 5 min.; gem. mit Rupert Putz

## Werkserien (Auszug)
- 2008–2011: Junge Röhren (Well done, junge Röhren.)

## Publikationen (Auszug)
- Das ewige Archiv: Virtual Triviality. 1994, ISBN 3-9500372-0-9.
- Das ewige Archiv: Heavy Duty XS. 2012, ISBN 978-3-85415-484-6.
- Das ewige Archiv: New Stuff. 2014, ISBN 978-3-85415-513-3.

## Auszeichnungen (Auszug)
- 1978 Preis beim gesamtpolnischen Filmfestival in Bydgoszcz/Polen
- 1982 „Theodor-Körner-Förderungspreis“ für bildende Kunst
- 1986 1. Preis beim Plakatwettbewerb „Kärnten“
- 1988 Preis der Bundeshauptstadt Wien – Österreichischer Graphikwettbewerb Innsbruck
- 1990 1. Preis für den besten Experimentalfilm beim Festival der Nationen
- 1992 1. Preis Videowettbewerb Universität Salzburg „Zeitung als Alltagskunstwerk“
- 1993 Österr. Graphikwettbewerb Innsbruck, Preis f. „Rollende Angriffe-Nervöse Märkte“